# Seabrook Farms
Seabrook Farms – jednostka osadnicza w Stanach Zjednoczonych, w stanie New Jersey, w hrabstwie Cumberland.